# Lac de la Vendéenne
Le lac de la Vendéenne est un lac de la Grande Terre, l'île principale des îles Kerguelen dans les Terres australes et antarctiques françaises.

## Géographie

### Situation
Le lac est situé au sud-est de la péninsule Gallieni, dans le centre-sud de l'île, dans les monts Andrée Aubert de la Rüe et s'avère être le seul lac de ces monts qui culminent à 898 mètres, le lac se trouvant à plus de 550 mètres. 

### Toponymie
Son nom lui a été donné par la Commission de toponymie en 1966, reprenant sans doute un nom déjà usité. Edgar Aubert de la Rüe (1903-1990), ingénieur géologue franco-suisse qui fut l'un des principaux explorateurs de l'intérieur de l'archipel était accompagnée dans ses expéditions de son épouse Andrée (les monts où se trouve le lac porte son nom) qui était d'origine vendéenne.